# Nationalisme assyrien

Le drapeau assyrien, adopté en 1968.

Le nationalisme assyrien est un mouvement du peuple assyrien qui prône l'indépendance ou l'autonomie dans les régions auxquelles il habite dans le nord de l'Irak, le nord-est de la Syrie, le nord-ouest de l'Iran et le sud-est de la Turquie.
Le peuple assyrien revendique la descendance de ceux qui ont établi la civilisation et l'empire assyrien mésopotamiens centré sur l'Assyrie, l'Irak moderne, qui à son apogée, couvrait le Levant et l'Égypte, ainsi que des parties de l'Anatolie, de l'Arabie et de l'Iran moderne et de l'Arménie. L'empire dure possiblement du XXVe siècle avant J-C jusqu'à son effondrement vers le VIIIe siècle avant J-C,.
Le mouvement naît à la fin du XIXe siècle dans un climat de persécution ethnique et religieuse croissante des Assyriens dans l'Empire ottoman, et est aujourd'hui communément épousé par les Assyriens de la diaspora assyrienne et de la nation assyrienne.
L'Organisation des nations et des peuples non représentés (UNPO) reconnaît les Assyriens en tant que peuple autochtone du nord de l'Irak, du sud-est de la Turquie, du nord-est de la Syrie et du nord-ouest de l'Iran, comme le décrit le Political Dictionary of Modern Middle East.

## Idéologie
L'idéologie du nationalisme assyrien repose sur l'unification politique et nationale des adeptes d'ethnie assyrienne d'un certain nombre d'églises chrétiennes syriaques (principalement celles originaires ou basées dans et autour de la Haute Mésopotamie) avec le syriaque classique d'influence akkadienne comme langue culturelle et les dialectes araméens orientaux comme langues parlées. Ses principaux partisans à la fin du XIXe et au début du XXe siècle étaient Naum Faiq, Freydun Atturaya, Ashur Yousif, Malik Khoshaba et Farid Nazha.
Dans l'ensemble de la population chrétienne syriaque du Proche-Orient, l'assyrianisme est limité par certaines frontières géographiques, ethniques, linguistiques et confessionnelles.
Géographiquement et linguistiquement, une position assyrienne est occupée par ceux qui parlent des dialectes araméens orientaux qui vivent ou descendent de ceux qui vivaient jadis dans le nord de l'Irak, le nord-est de la Syrie, le sud-est de la Turquie et le nord-ouest de l'Iran.
Théologiquement, les adeptes de l'Église assyrienne d'Orient, de l'Ancienne Église antique d'Orient, de l'Église catholique chaldéenne, de l'Église pentecôtiste assyrienne et de l'Église évangélique assyrienne adhèrent habituellement à une position assyrienne, bien que parfois le terme chaldo-assyrienne soit utilisé pour éviter un conflit théologique entre les adeptes assyriens de l'Église primitive d'Orient et ceux qui se séparèrent entre la fin du XVIIe et le début du XIXe siècle et entrèrent en communion avec l'Église catholique romaine, qui la nommèrent Église catholique chaldéenne en 1830. Les chaldéens catholiques ne doivent pas être confondus avec les anciens Chaldéens, un peuple disparu depuis longtemps avec lesquels ils ne partagent aucun lien.
Les populations arabophones orientales qui suivent l'Église syriaque orthodoxe et l'Église syriaque catholique, qui vivent ou descendent de ceux qui vivaient dans le nord de l'Irak, le nord-est de la Syrie, le sud-est de la Turquie, le nord-ouest de l'Iran et le sud du Caucase, ont tendance à se considérer comme assyriens, alors que les membres levantins de ces Églises, qui parlaient autrefois l'araméen occidental et aujourd'hui presque exclusivement l'arabe, du reste de la Syrie, du Liban et du centre-sud de la Turquie, adhéraient souvent avec un héritage araméen, phénicien (plus fréquent chez les chrétiens maronites) ou même grec (voir araméanisme et phénicianisme).
Cela s'explique en partie par le fait que le terme syriaque est généralement considéré par la majorité des chercheurs comme une dérivation de l'assyrien du IXe siècle av. J. -C., qui a été utilisé pendant de nombreux siècles en relation spécifique et exclusive avec les Assyriens et l'Assyrie, et en partie parce que la majorité de la population chrétienne de ces régions n'est pas géographiquement originaire de l'Assyrie ou de la Mésopotamie et ne s'identifie donc pas à un héritage assyrien de la même manière que les Assyriens pré-arabes et pré-islamiques originaires d'Irak, de Syrie, de Turquie, d'Iran et du Caucase.
Selon Raif Toma, l'assyrianisme va au-delà du simple patriotisme syriaque, et vise à l'unification de tous les « Mésopotamiens », les qualifiant comme du « pan-mésopotamianisme ». Cette variante de l'assyrianisme est indépendante de l'identité chrétienne et ethno-religieuse et se qualifie de nationalisme purement ethnique, en ce sens qu'elle identifie le peuple assyrien comme les héritiers de l'Empire assyrien et comme la population indigène de la Mésopotamie, par opposition au panarabisme, identifié comme un élément chronologiquement tardif, non autochtone et étranger intrusif. Cela s'exprime par exemple dans le calendrier assyrien introduit dans les années 1950, qui a pour époque 4750 av. J. -C. , alors considéré comme la date approximative de la construction du premier temple (préhistorique, pré-sémitique) à Assur.
Les organisations qui prônent l'assyrianisme sont l'Organisation démocratique assyrienne, le Parti démocratique de Bet-Nahrain, l'Alliance assyrienne universelle (depuis 1968) et le parti Shuraya (depuis 1978). Le drapeau assyrien est conçu par l'Alliance universelle assyrienne en 1968.
Mordechai Nisan, orientaliste israélien, soutient l'opinion selon laquelle les Assyriens devraient être nommés spécifiquement en tant que tels dans un sens ethnique et national, qu'ils sont les descendants de leurs anciens homonymes, et qu'ils refusent à s'exprimer pour des raisons politiques, ethniques et religieuses.
Selon le Dr Arian Ishaya, historien et anthropologue de l'université de Californie à Los Angeles (UCLA), la confusion des noms appliqués aux Assyriens et le déni de l'identité et de la continuité assyriennes découlent d'une part de l'impérialisme et de la « condescendance » occidentales du XIXe et du début du XXe siècle, et non d'un fait historique, et d'autre part de politiques islamiques, arabes, kurdes, turques et iraniennes de longue date qui visent à diviser le peuple assyrien selon des lignes « erronées » et à nier son identité, dans le but d'empêcher les Assyriens d'avoir une volonté d'unité, d'expression et de devenir un potentiel État.
Naum Faiq, un défenseur du nationalisme assyrien de la communauté syriaque orthodoxe de Diyarbakır, encouragea les Assyriens à s'unir indépendamment des différences tribales et théologiques.
Freydun Atturaya a également prôné l'unité assyrienne et a été un fervent partisan de l'identité et du nationalisme assyriens et de la formation d'une nation assyrienne ancestrale au lendemain du génocide assyrien.

## Irrédentisme
L'idéologie de l'indépendance assyrienne est un mouvement politique qui soutient la recréation de l'Assyrie en tant qu'État-nation correspondant à une partie de la patrie assyrienne d'origine, dans la plaine de Ninive au nord de l'Irak et dans d'autres régions de la patrie assyrienne. La question de l'indépendance assyrienne a été soulevée à plusieurs reprises au cours de l'histoire, depuis la veille de la Première Guerre mondiale jusqu'à la guerre d'Irak de 2003. La zone d'Irak habitée par des Assyriens se trouve principalement dans la région du gouvernorat de Ninive, au nord de l'Irak, où se trouvait l'ancienne capitale assyrienne de Ninive. Cette zone est connue sous le nom de « triangle assyrien ». Les Assyriens se trouvent généralement dans tout le nord de l'Irak, y compris à l'intérieur et aux alentours des villes de Mossoul, Erbil, Kirkouk, Dohuk, Amedi et Rawanduz. D'autres communautés existent le long de la frontière dans le sud-est de la Turquie (Mardin, Diyarbakır, Harran, Botan, Kültepe, Hakkari), dans le nord-est de la Syrie (Hassaké, Qamlichli, Khabour) et dans le nord-ouest de l'Iran (Ourmia).
Dans l'Irak post-bathiste, le Mouvement démocratique assyrien (ou ADM) était l'un des plus petits partis politiques émergeant du chaos social de l'occupation.

## Symboles

Symbole du dieu-Soleil Shamash, qui était utilisé en Mésopotamie antique. Cette iconographie a donné naissance au drapeau assyrien, adopté en 1968.
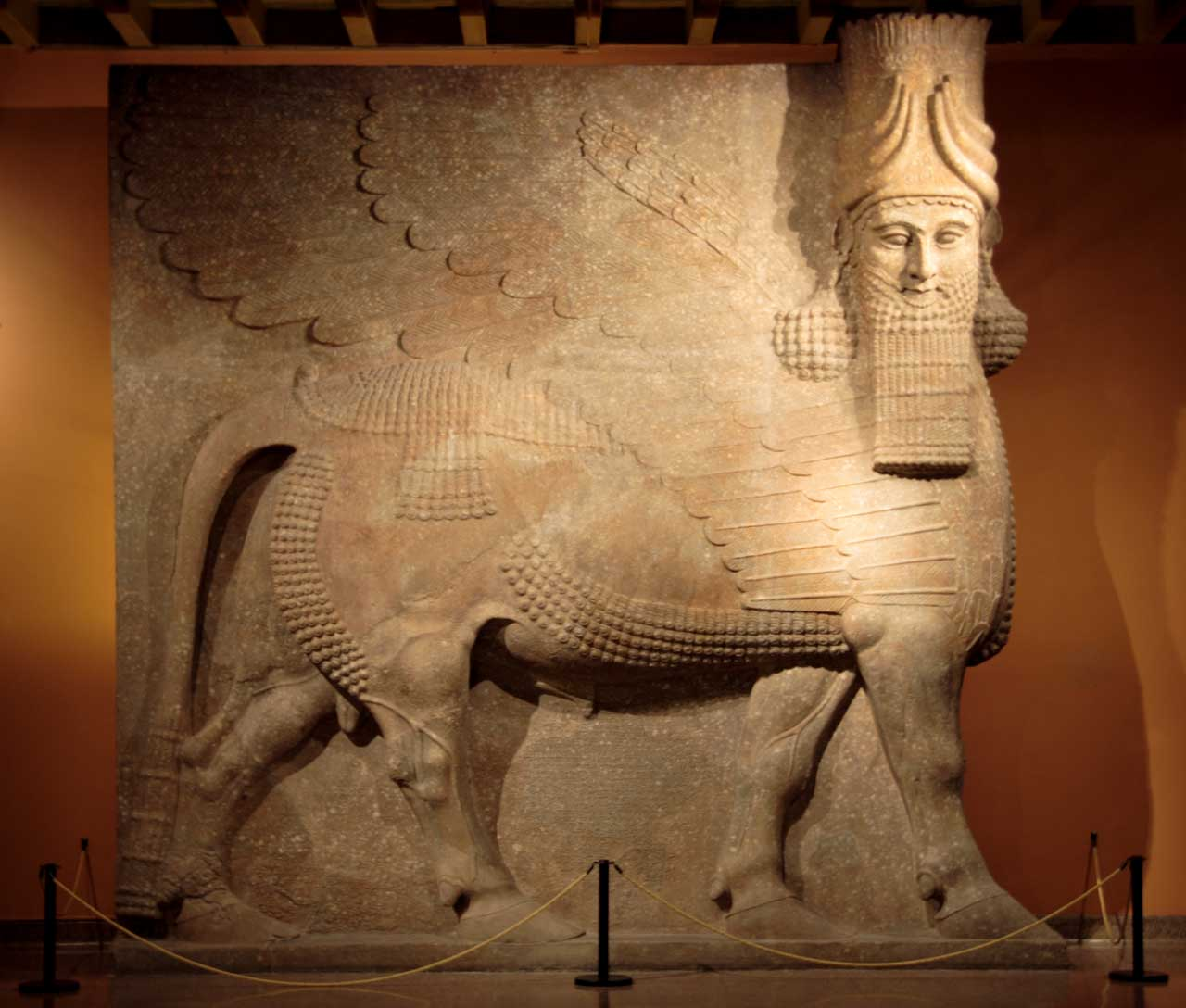
D'abord dépeinte comme une déesse à l'époque sumérienne, quand on l'appelait Lamma, elle a ensuite été dépeinte à partir de l'époque assyrienne comme un hybride d'un homme, d'un oiseau, d'un taureau ou d'un lion sous le nom Lamassu. Elle apparaît fréquemment dans l'art mésopotamien[11].
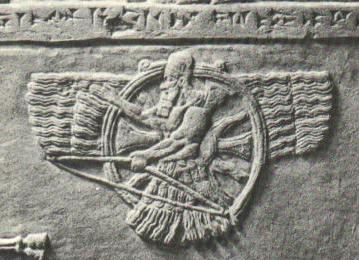
Un relief néo-assyrien d'Assur comme un archer vêtu de plumes. Il apparaît sur le drapeau assyrien.
Emblème des Unités de protection de la plaine de Ninive.